# Mosiera acunae
Mosiera acunae är en myrtenväxtart som först beskrevs av Attila L. Borhidi och Onaney Muñiz, och fick sitt nu gällande namn av Johannes Bisse. Mosiera acunae ingår i släktet Mosiera och familjen myrtenväxter.
Artens utbredningsområde är Kuba. Inga underarter finns listade i Catalogue of Life.